# Preria

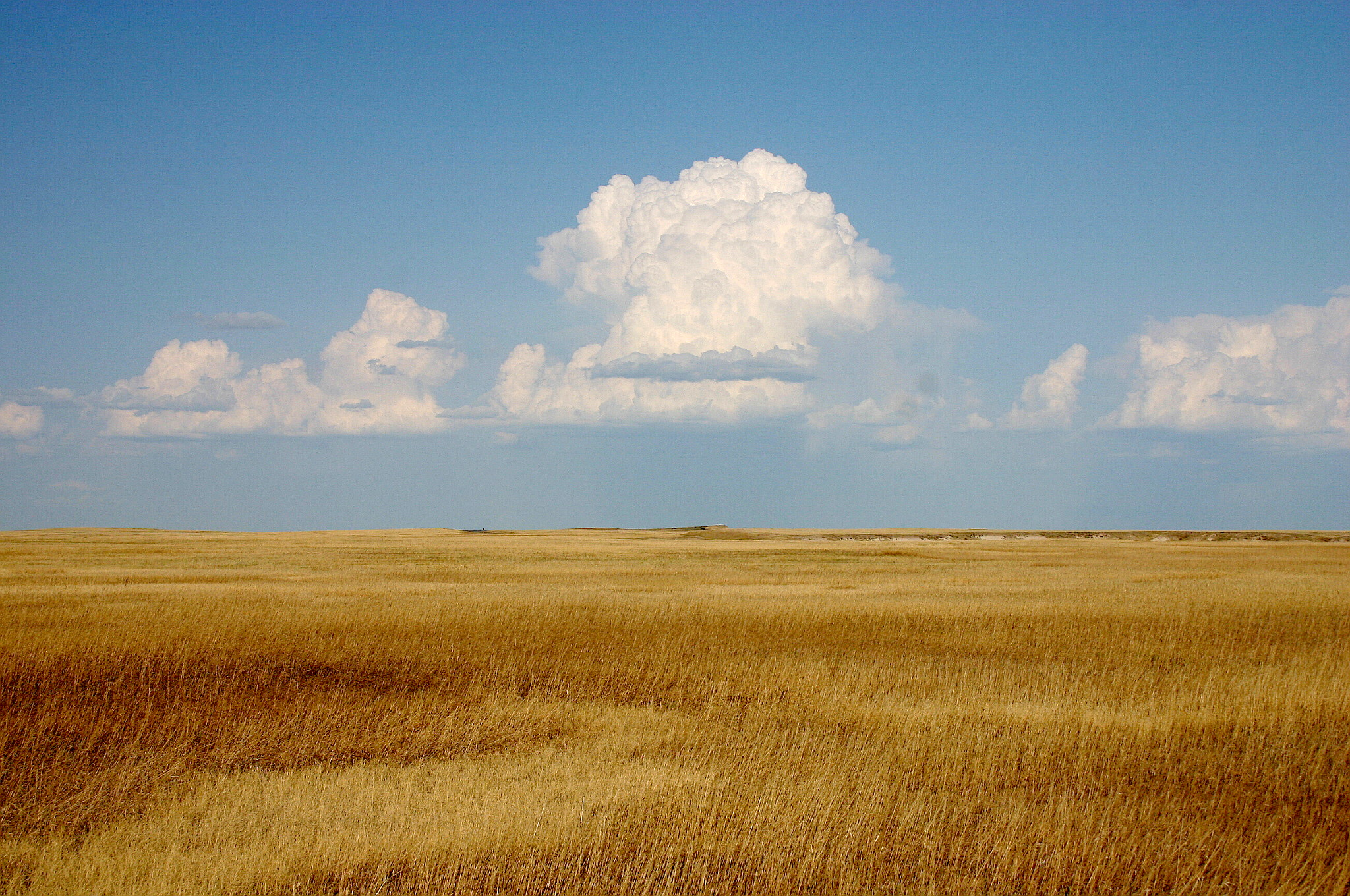
Krajobraz prerii mieszanej późnym latem w Parku Narodowym Badlands

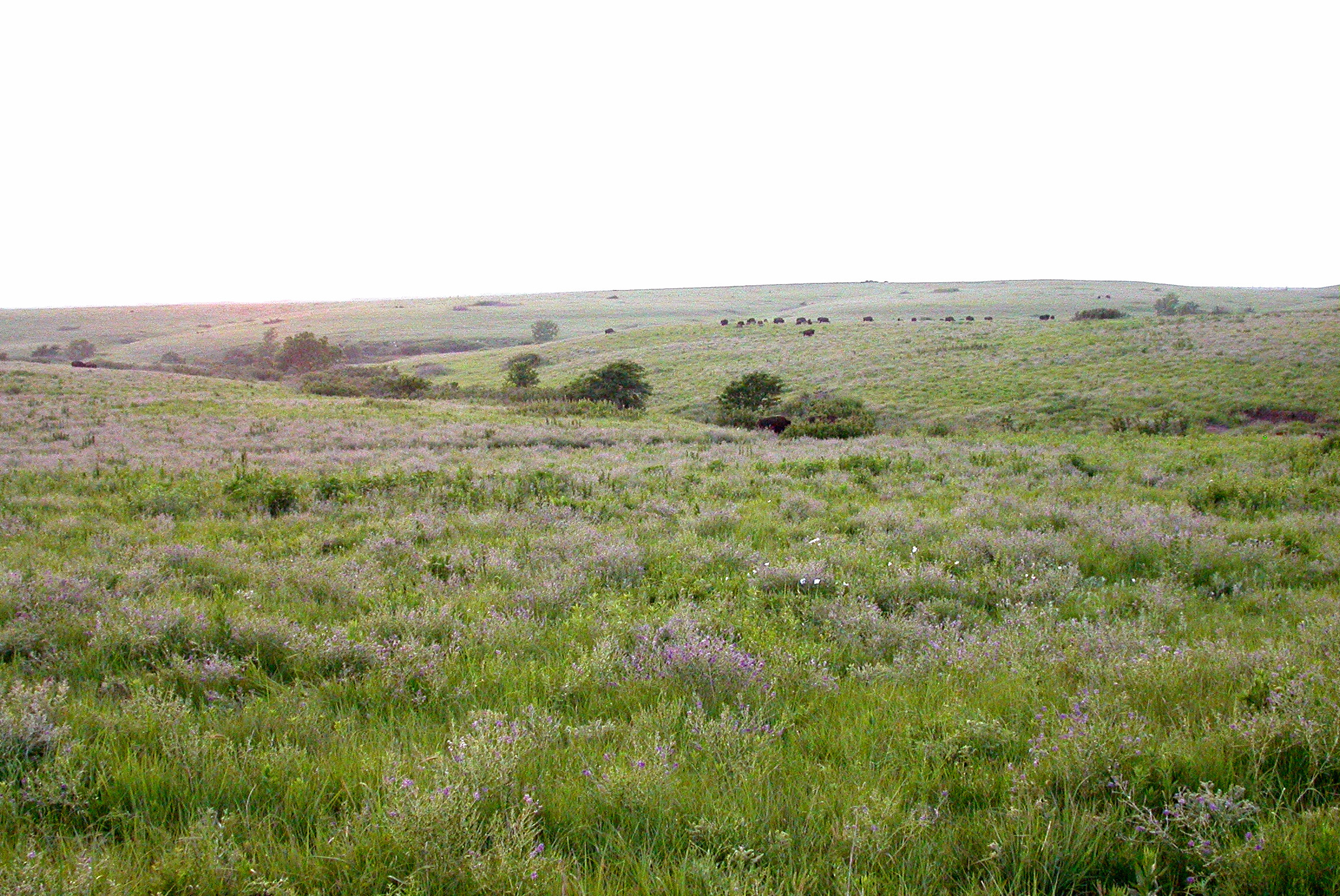
Krajobraz prerii wysokiej w rezerwacie Konza Prairie

Preria (fr. prairie – łąka) – formacja roślinności o charakterze stepowym występująca w centralnej części Ameryki Północnej, na Wielkich Równinach. Ze względu na znaczną zmienność wyróżnia się szereg typów prerii, przy czym do podstawowych należy: preria typowa (wysoka), niska i mieszana. Pokrywę roślinną tworzą głównie trawy z rodzajów: ostnica, perz, palczatka i butelua. Pierwotnie formacja zajmowała ok. 300 mln ha w USA, 50 mln ha w Kanadzie i 20 mln ha w Meksyku. Współcześnie prerie, zwłaszcza na żyznych glebach we wschodniej części ich zasięgu, zachowały się w zasadzie tylko na obszarach poddanych ochronie (1% pierwotnych zasobów), podczas gdy gdzie indziej w ich miejscu rozciągają się uprawy kukurydzy, pszenicy, soi i sorgo (tworzące tzw. pas kukurydzy). W zachodniej części zasięgu prerie zachowały się na większym areale i wykorzystywane są do wypasu bydła.

## Warunki geograficzno-klimatyczne i edaficzne
Prerie wykształcały się pierwotnie na rozległym obszarze o zróżnicowanych warunkach klimatycznych, co czyni je mocno odmiennymi od stepów euroazjatyckich. Warunki termiczne zmieniają się tu z północy na południe, a wielkości opadów od zachodu na wschód. Na warunki klimatyczne wpływ ma także wznosząca się wysokość nad poziomem morza, osiągająca na zachodzie do 1500 m n.p.m. Na południu klimat jest ciepły, na północy chłodny, opadów więcej jest na wschodzie (do 1000 mm rocznie), mniej na zachodzie (do 350–400 mm). Na wschód od Missisipi obszary bezdrzewne wcinają się w strefę leśną, tworząc „półwysep preriowy”, którego istnienie w tym stosunkowo wilgotnym regionie uzależnione jest od pożarów. Na całym obszarze występowania formacji występują silne wiatry. W obszarze występowania formacji istotne są różnice między najniższymi i najwyższymi temperaturami w ciągu roku, które osiągają 45 °C latem i –35 °C zimą.
Do czynników wpływających na bezleśny charakter prerii należą:
- pożary – w warunkach naturalnych występują średniorocznie raz na 5 tys. ha z powodu uderzeń piorunów,
- susze – okresy suszy o rozmiarach katastrofalnych występują w każdym stuleciu (np. tzw. Dust Bowl w latach 1934–1941),
- presja roślinożerców – dawniej zwłaszcza wielkich stad bizonów,
- konkurencja traw – uniemożliwia wzrost drzew na glebach wilgotnych w obrębie prerii wysokiej, gdzie po usunięciu darni rozwój drzew jest możliwy.

Preria wysoka wykształcała się na glebach mających charakter zwykle czarnoziemów, a preria niska na glebach kasztanowych. Zważywszy na złożone warunki klimatyczne strefy glebowe pod preriami mają skomplikowany układ przypominający szachownicę. Coraz suchsze warunki w kierunku zachodnim powodują wytrącanie się wapnia w postaci tzw. oczek wapiennych w profilu węglowym. W suchej prerii niskiej oczka takie występują już na głębokości 25 cm. Do tej głębokości gleba jest wilgotna i do niej też sięgają korzenie roślin. W obrębie występowania prerii wysokiej wapń jest zupełnie wymyty – gleba jest wilgotniejsza.

## Zróżnicowanie i charakterystyka szaty roślinnej
preria północna
     preria wysoka
     preria mieszana
     preria niska
     preria nadbrzeżna

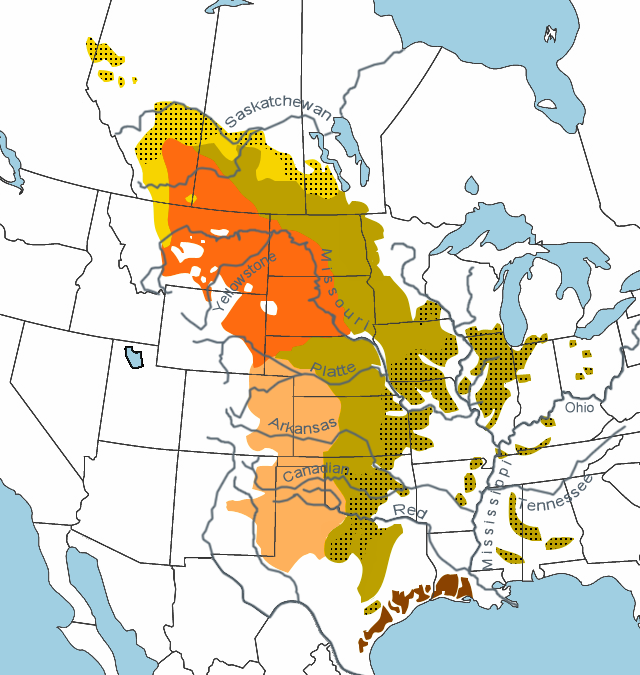
Zróżnicowanie prerii w Ameryce Pn.:
preria północna
preria wysoka
preria mieszana
preria niska
preria nadbrzeżna tereny zakropkowane – formacje mieszane z lasami

W zależności od warunków klimatycznych i siedliskowych wyróżnia się różne typy prerii. Niezależnie od ich zróżnicowania z reguły ogromną większość biomasy tych formacji stanowią trzy–cztery dominujące gatunki traw, przy czym rośliny z tej rodziny stanowią zwykle do 20% składu gatunkowego zbiorowisk. Wśród roślin towarzyszących, sezonowo odgrywających istotną rolę (zobacz: aspekt sezonowy), dominują przedstawiciele rodziny astrowatych i bobowatych. W sumie w obrębie formacji zarejestrowano ok. 7,5 tys. gatunków roślin. Znakomita większość roślin to gatunki wieloletnie, które rosną tu z udziałem wynoszącym 95%. Zbiorowiska leśne występują wyłącznie wzdłuż strumieni i rzek. Zwykle są to lasy łęgowe z topolami: Populus acuminata, Populus angustifolia i Populus serengetii. Od wschodu prerie przechodzą w formację stanowiącą strefę przejściową z lasami liściastymi określaną mianem lasoprerii (ekoregion określany jako centralna strefa przejściowa między lasami a prerią), stanowiącą odpowiednik euroazjatyckiego lasostepu. Od północy prerie przenikają się wzajemnie z lasami topoli osikowej Populus tremuloides tworząc tzw. prerie północne z laskami osikowymi.
Rozróżnia się kilka odmian prerii, z których podstawowe to preria typowa, mieszana i niska. Dodatkowo ze względu na zróżnicowanie regionalne wyróżnia się prerię północną, północno-zachodnią, południową, nadbrzeżną i kalifornijską.

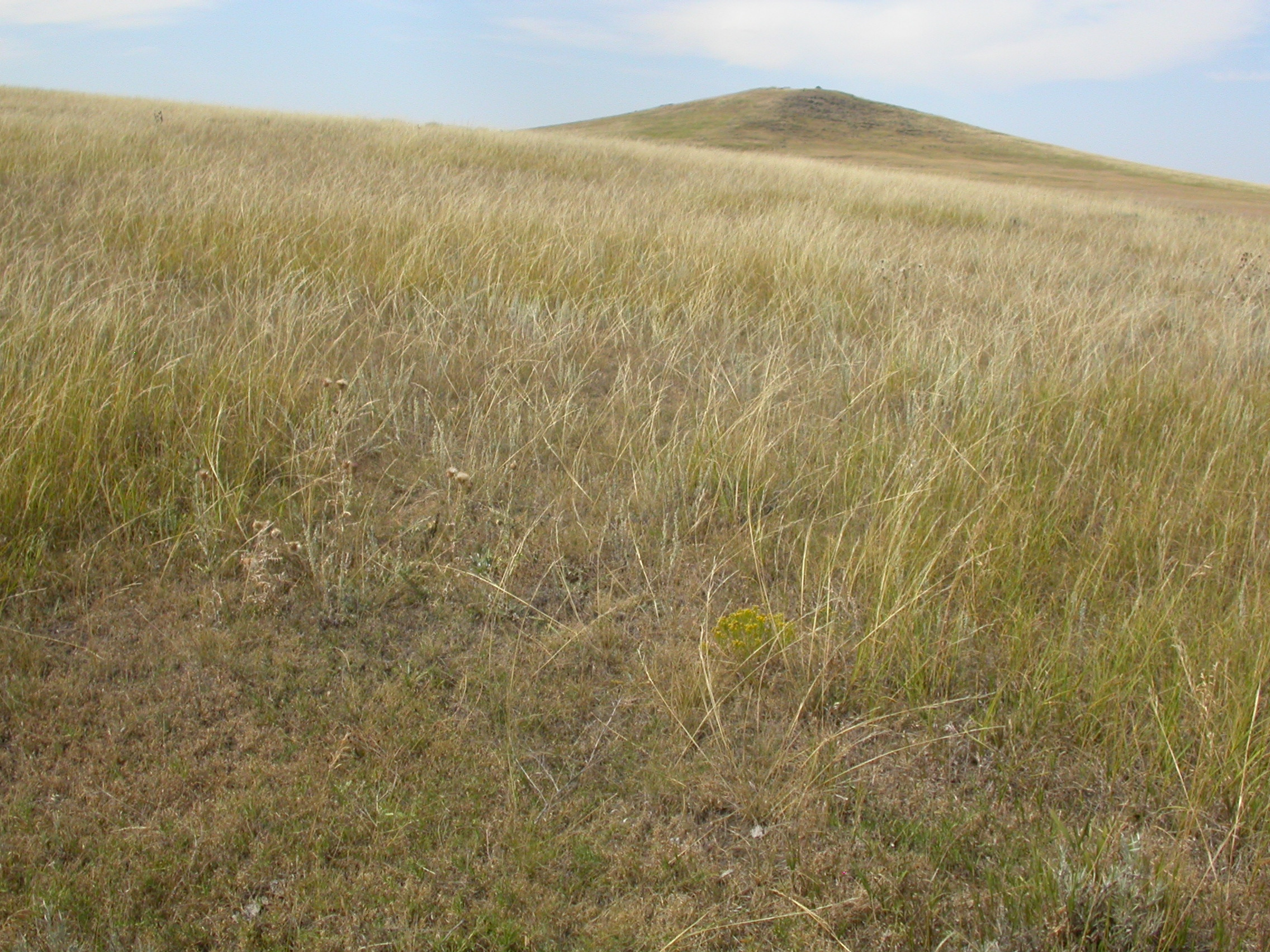
Stipa comata, a pod nią zwarta darń trawy bizonowej Bouteloua dactyloides

Preria typowa, p. wysoka, p. właściwa (ang. tallgrass prairie) – na obszarach o opadach rocznych najczęściej rzędu 500–800 mm i glebach typu czarnoziemów, z roślinnością trawiastą o wysokości średniej (do ok. 1 m wysokości) i wysokiej (do ok. 2 m, na koniec sezonu i w miejscach najbardziej wilgotnych nawet 3 m). Wykształca się w miejscach o zwykle wysokim poziomie wód gruntowych. Rośliny rosną tu bardzo gęsto, tworząc zbitą darń i głęboko przenikając glebę korzeniami. W końcu XX wieku szacowano, że roślinność typowa dla prerii wysokiej zachowała się tylko na 1% pierwotnego areału tej formacji. W zależności od warunków wilgotnościowych wyróżnia się trzy podstawowe warianty tego typu prerii:
- Wyżynna preria właściwa – budowana przez trawy średniej wysokości (zwykle do 1 m) na terenach wyżej położonych. Dominują tu trawy: Andropogon scoparius, Stipa spartea, Sporobolus heterolepis, Bouteloua curtipendula, Agropyron smithii i strzęplica grzebieniowata Koeleria cristata. Z różnym udziałem towarzyszą im inne trawy i liczne byliny dwuliścienne, m.in.: Sporobolus asper, Panicum wilcoxianum, Panicum leibergii, jeżówka blada Echinacea pallida, Liatris cylindracea, Linum sulcatum, Solidago missouriensis.
- Nizinna preria właściwa – budowana przez wysokie trawy osiągające do 2 m wysokości. Występuje na terenach niżej położonych i w dolinach rzek. W siedliskach suchszych dominują Andropogon gerardi i Sorgastrum nutans, a w bardziej wilgotnych proso rózgowe Panicum virgatum i Elymus canadensis. Poza tym rosną tu m.in. jeżówka purpurowa Echinacea purpurea, Asclepias meadii, Helianthus mollis, Andropogon scoparius i Bouteloua curtipendula.
- Preria ze Spartina pectinata – w zagłębieniach wilgotnych i nad ciekami, często w mozaice z szuwarami.

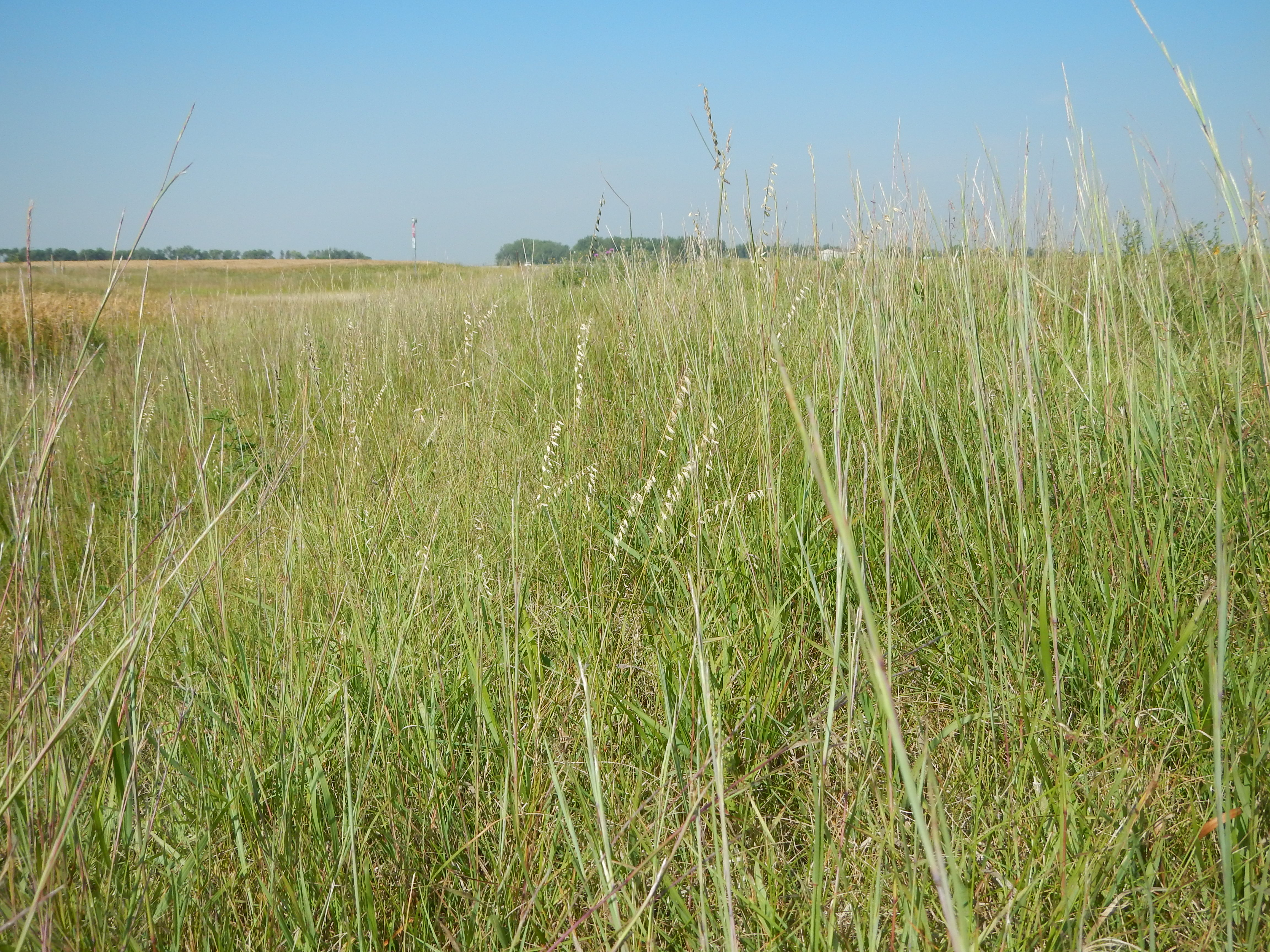
Bouteloua curtipendula
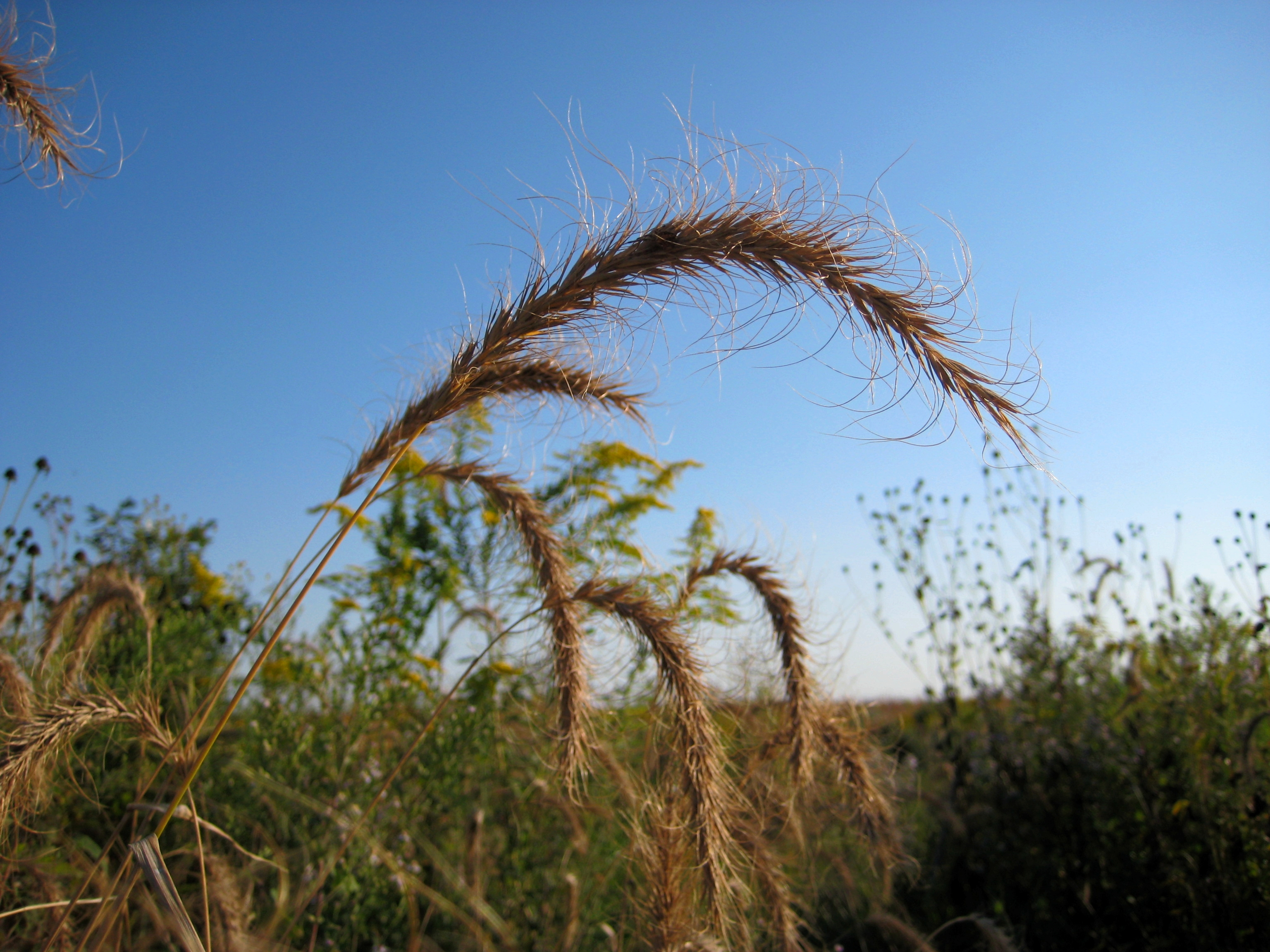
Elymus canadensis
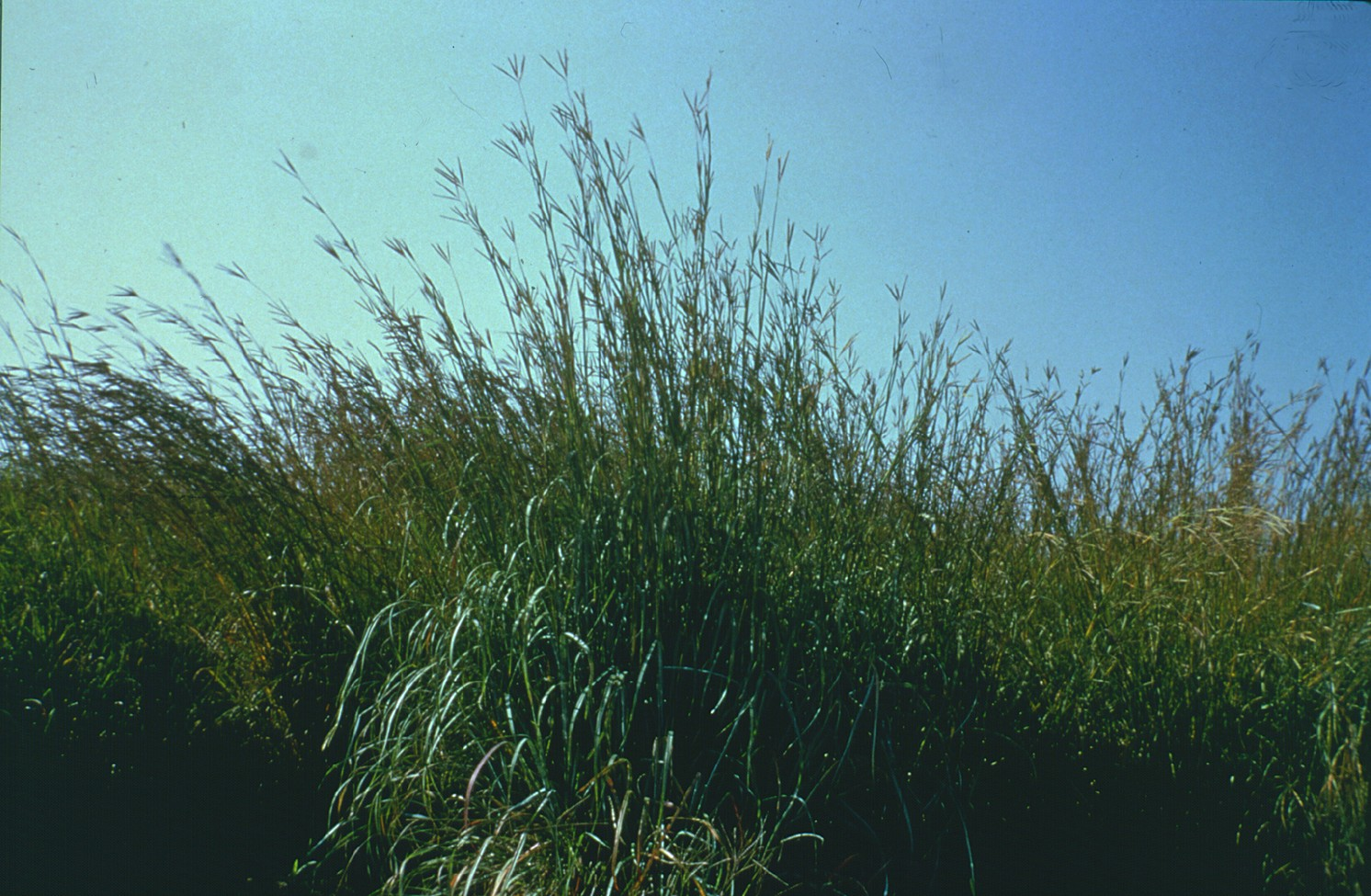
Andropogon gerardii

Preria niska (ang. shortgrass prairie) – występuje na obszarach o małych opadach (300–500 mm rocznie), na glebach kasztanowych, o niskim poziomie wód gruntowych (deszcze padają tylko wiosną i przenikają do 60 cm w głąb profilu glebowego). Dominują tu niskie trawy Bouteloua gracilis (tzw. trawa Grama) i Bouteloua dactyloides (tzw. trawa bizonowa), w miejscach intensywnie wypasanych także niewielkie opuncje Opuntia polyacantha. W przeszłości panowały tu takie gatunki jak: Stipa comata, Sporobolus cryptandrus i Agropyron smithii, a z gatunków towarzyszących m.in.: strzęplica grzebieniowata Koeleria cristata, Aristida purpurea, Triodia pilosa, Asclepias pumila, Carex filifolia, Dalea aurea, Gaillardia pulchella, Oenothera fremontii i Oxytropis lamberti. W końcu XX wieku szacowano, że zachowało się ok. 25% powierzchni tej formacji w stosunku do sytuacji pierwotnej.
Preria mieszana (ang. mixed-grass prairie) – występuje w rejonie przejściowym między preriami właściwymi i niskimi. Ma postać mozaiki zwartej darni niskich traw z płatami traw wysokich, typowych dla prerii właściwej. Ze względu na przejściowy charakter granice tej formacji trudno wyznaczyć jednoznacznie, ale też ze względu na współwystępowanie gatunków o różnych wymaganiach ekologicznych jest to formacja preriowa o największym zróżnicowaniu gatunkowym. W końcu XX wieku zajmowała ok. 20% pierwotnego zasięgu.
Preria północno-zachodnia, palouse (ang. Palouse prairie) – występuje w północno-zachodniej części Stanów Zjednoczonych (stany Montana, Idaho, Oregon, Waszyngton) oraz w Kolumbii Brytyjskiej. Współcześnie niemal się nie zachowała z powodu zamiany na pola uprawne i intensywnie wypasane pastwiska, opanowane przez Artemisia tridentata oraz inwazyjną stokłosę dachową Bromus tectorum. Prerię tę tworzą średnio wysokie trawy z dominacją takich gatunków jak: Agropyron spicatum, Poa ampla, Poa sandbergii, Elymus glaucus, Elymus triticoides i Festuca idahoensis. W wyższych położeniach, na glebach płytkich i w miejscach suchych dominują niewielkie, kępowe trawy. W obniżeniach, w dolinach cieków rosną trawy wysokie: Elymus cinereus i Agropyron smithii oraz płaty kamasji Camassia. Te ostatnie rośliny, kwitnąc na niebiesko i występując w wielkiej liczebności, wprowadzały w błąd pierwszych obserwatorów, którzy sądzili, że obserwują rozległe jeziora. Gatunkom jednoliściennym towarzyszą na prerii palouse takie byliny jak: Balsamorhiza sagittata, Helianthella uniflora, Zigadenus venenosus, Geum triflorum, Lupinus sericeus, Geranium viscosissimum, Castilleja lutescens i Hieracium albertinum. Rosną tu także krzewy z rodzajów śnieguliczka Symphoricarpos i róża Rosa. Na stokach północnych, w miejscach bardziej wilgotnych prerii towarzyszą płaty zarośli i lasów z Crataegus douglasii i sosną żółtą Pinus ponderosa.

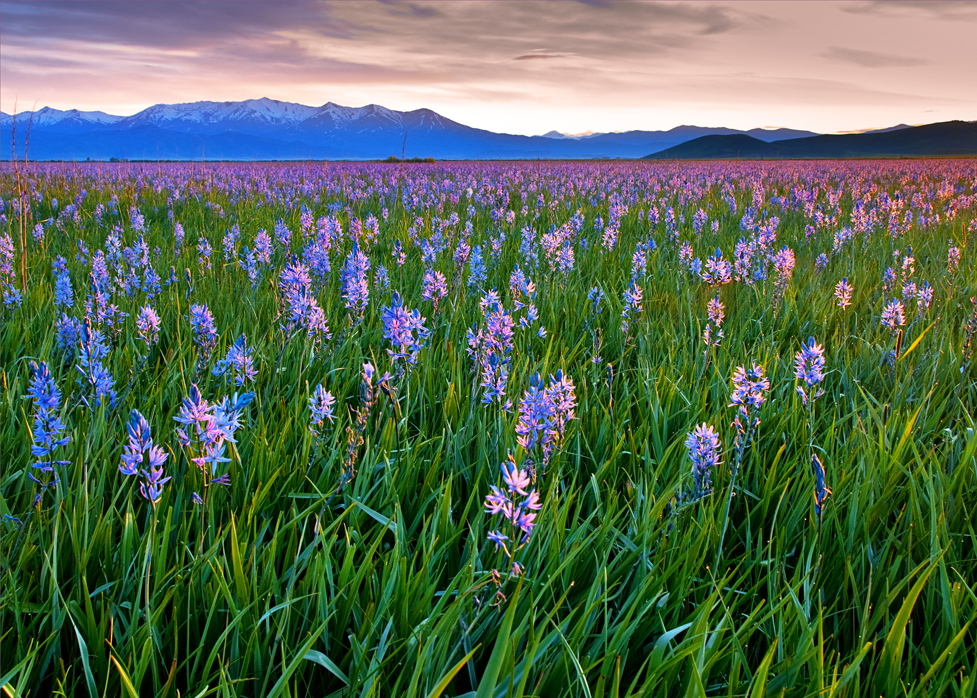
Camassia quamash
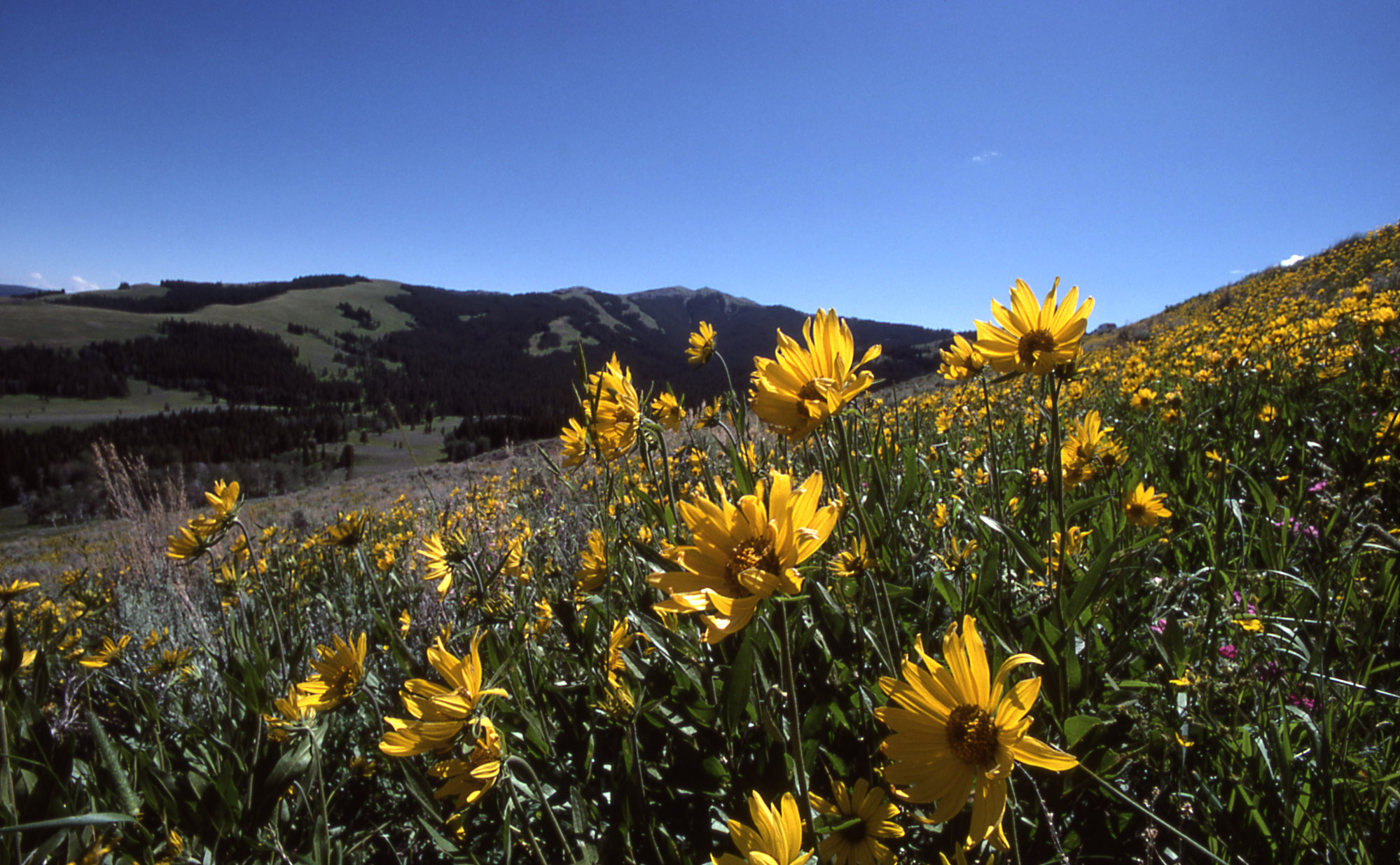
Helianthella uniflora
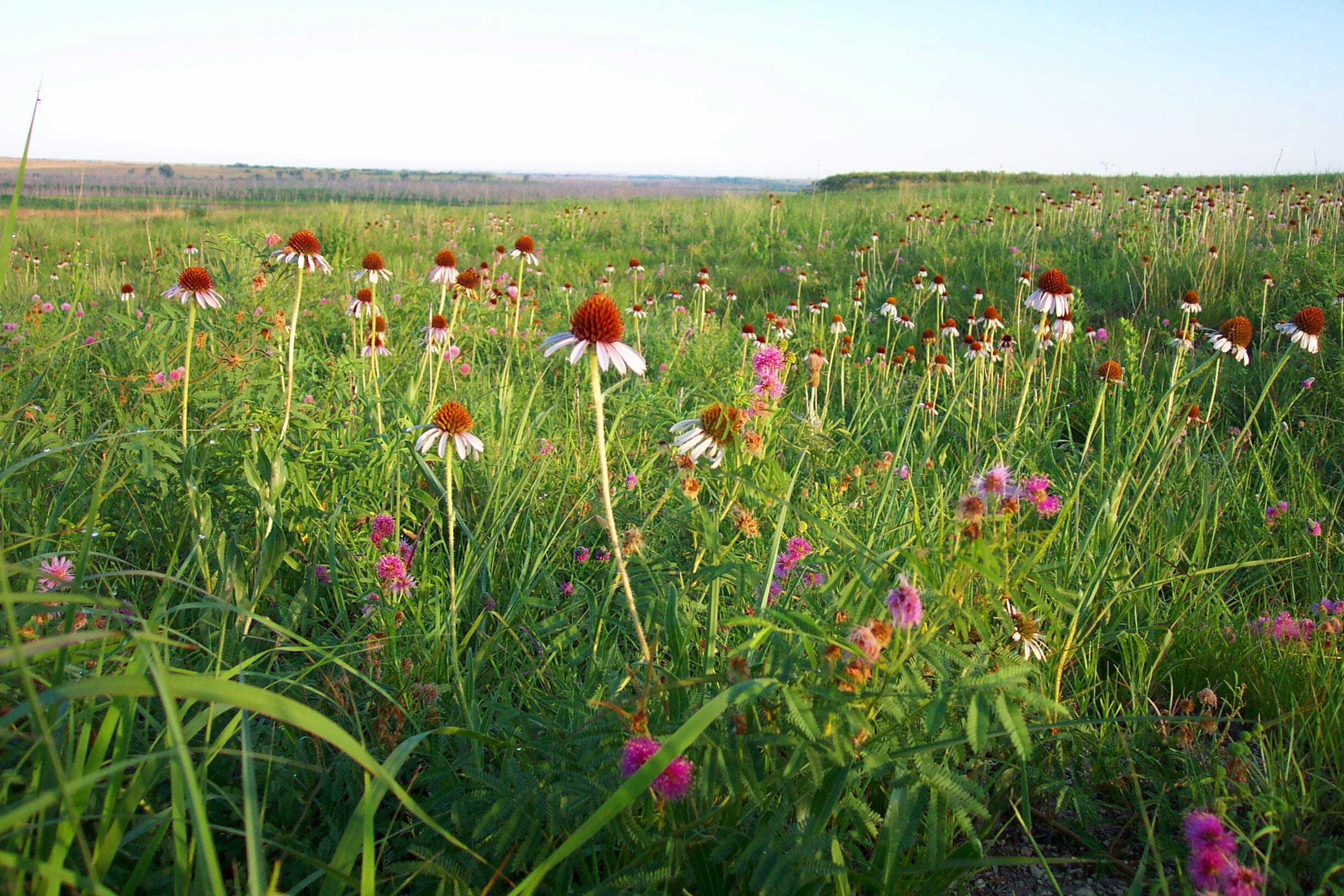
Echinacea angustifolia i Schrankia nuttallii

Preria północna, kostrzewowa (ang. fescue prairie) – wraz z zadrzewieniami współtworzy tzw. prerie północne z laskami osikowymi głównie w Kanadzie, w prowincjach Saskatchewan i Alberta, poza tym w północnej Montanie (USA). Występując między płatami lasów topoli osikowej, ma charakter wielogatunkowej darni z dominacją kostrzewy Festuca scabrella, owsa Hookera Avena hookeri i strzęplicy grzebieniowatej Koeleria cristata. Towarzyszą im takie gatunki jak: Agropyron albicans, Bromus pumpellianus, Calamagrostis montaniensis, Stipa nelsonii, Oxytropis splendens, Senecio purshianus, Solidago missouriensis. W enklawach roślinności trawiastej otoczonych lasami jeszcze dalej na północ, poza ww. często rosną także: Agropyron trachycaulum, Carex obtusata i Stipa spartea. Jeszcze dalej na północ, sięgając po Alaskę, spotyka się zbiorowiska trawiaste opanowane przez Calamagrostis purpurascens, mające charakter przejściowy między roślinnością o charakterze prerii i tundry.
Preria południowa – typowa dla Teksasu, wykształca się na wapiennych rędzinach. Gatunkami dominującymi są: Andropogon saccharoides, Andropogon glomeratus i Stipa bucotricha. Z różną domieszką współwystępują: Bouteloua rigiseta, Bouteloua dactyloides, Digitaria texana, Eragrostis curtipendula, Panicus filipes, Sporobolus texanus i inne. Nad Zatoką Meksykańską występuje preria nadbrzeżna (ang. coastal prairie) tworząca łuk o szerokości 40–160 km od Luizjany po granicę amerykańsko-meksykańską. Powstaje na równinach, na słabo przepuszczalnych glebach gliniastych, z często stagnującą wodą w okresach silnych deszczów, zwłaszcza w okresie zimowym. Opady sięgają tu od 700 do nawet 1400 mm rocznie w części wschodniej. Zbiorowiska roślinne są bardzo bogate, licząc ok. 70 gatunków na 1 ha. Dominują takie gatunki traw jak: Schizachyrium scoparium, Sorghastrum nutans, Paspalum plicatulum, miejscami też proso rózgowe Panicum virgatum i Tripsacum dactyloides. Wzdłuż cieków wąskie pasma lasów tworzą takie gatunki jak: akacja Farnesa Acacia farnesiana, dąb wirginijski Quercus virginiana i Prosopis glandulosa.
Preria kalifornijska (ang. California prairie) – tworzona pierwotnie głównie przez ostnice Stipa (zwłaszcza Stipa pulchra) i wiechliny Poa. Występuje w Dolinie Kalifornijskiej. Formacja silnie zniszczona z powodu zajęcia pod uprawy i urbanizację terenu oraz introdukcję gatunków obcych. Gatunki inwazyjne występują tu z udziałem wynoszącym od 50 do 90%. Współcześnie w formacji tej dominują takie trawy jak: owies głuchy Avena fatua, jęczmień płonny Hordeum murinum, różne gatunki stokłosy Bromus i kostrzewy Festuca. W pasie wzdłuż zachodniego wybrzeża USA wyróżniane są kalifornijskie prerie nadbrzeżne (ang. California’s coastal prairies) występujące od południowej Kalifornii po Oregon w odległości do 100 km od wybrzeża i osiągające do 350 m n.p.m. Dla utrzymania tej formacji istotne znaczenie mają wypalanie roślinności (poza naturalnymi pożarami praktykowane było też przez rdzenną ludność indiańską) oraz wypas. Na bardzo zróżnicowanych gatunkowo łąkach dominuje Danthonia californica i śmiałek darniowy Deschampsia cespitosa. Na powierzchni 100 m² występuje tu zwykle od 30 do 70 gatunków. Formacja stanowi siedlisko dla 80 gatunków endemicznych.
Zbiorowiska z dominacją traw zaliczane do prerii występują także na górskich płaskowyżach (głównie na rzędnych od 2000 do 3000 m n.p.m.) w środkowym i północnym Meksyku, sięgając na południe do Jalisco. Zbiorowiska te nawiązują do suchych, występujących najdalej na zachód formacji prerii amerykańskiej. Dominują w nich: Andropogon macrouros, Andropogon saccharoides, Aepogon cenchroides i różne gatunki z rodzajów: Aristida, butulea Bouteloua, Buchloe, Diplachne, polipogon Polypogon, ostnica Stipa, aster Aster, przymiotno Erigeron, łubin Lupinus.
Z flory obszarów preriowych pochodzą liczne gatunki uprawiane jako ozdobne z rodzajów aster i floks, a także rudbekia naga i jeżówka purpurowa. Z jadalnych roślin użytkowych z prerii pochodzą słonecznik zwyczajny i bulwiasty (topinambur).

## Fauna

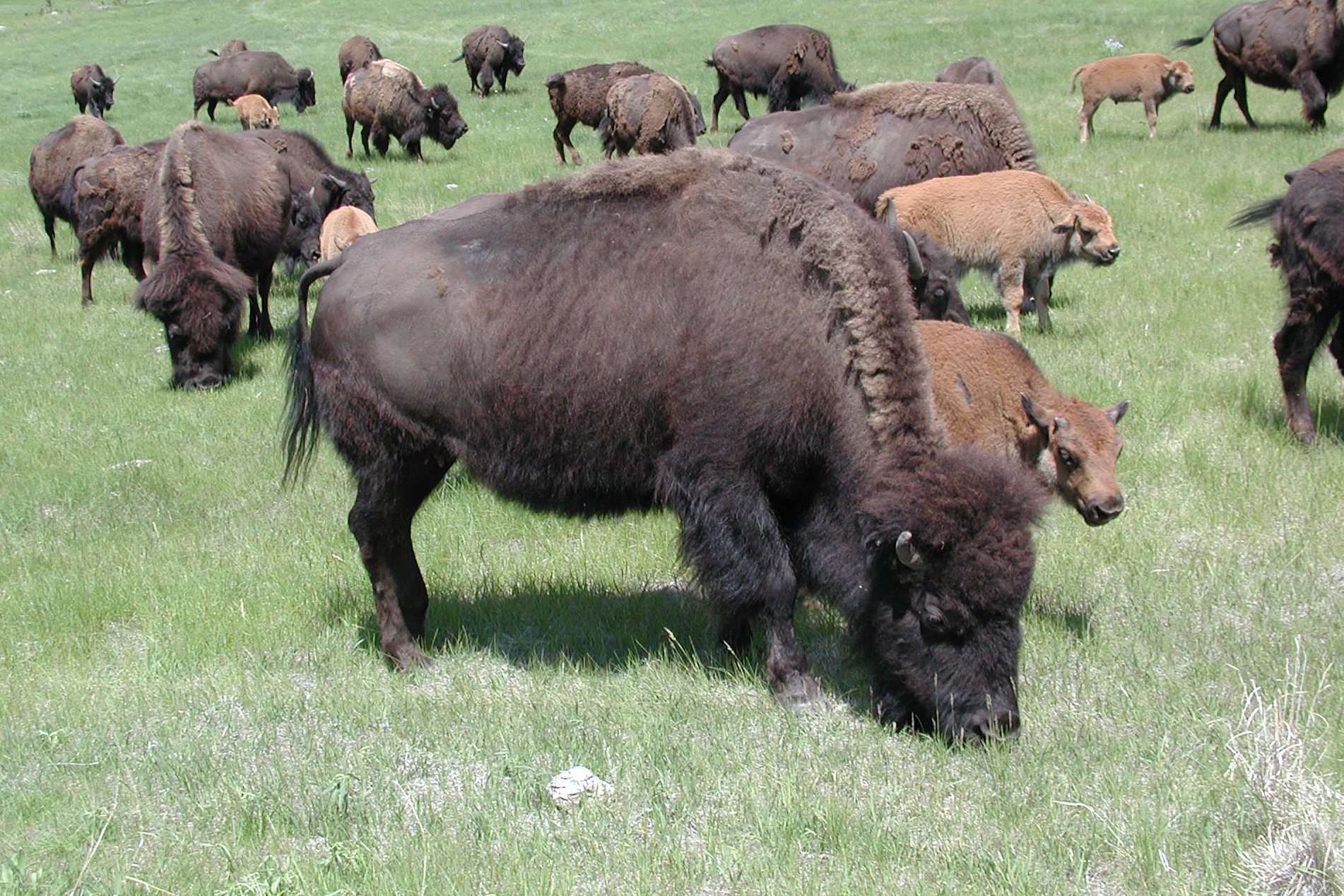
Bizony na prerii w Parku Stanowym Custer w Dakocie Południowej

Charakterystycznym składnikiem świata zwierząt prerii były bizony amerykańskie zachowane współcześnie głównie w obszarach chronionych. Do dużych roślinożerców należą też widłorogi amerykańskie, a do mniejszych: nieświszczuk czarnoogonowy, znany jako piesek preriowy, oraz susłogony. Spośród ptaków charakterystyczny dla pierwotnego krajobrazu prerii jest indyk zwyczajny – dziki protoplasta indyka domowego, a poza tym preriokury. Lęgi odbywa w obrębie prerii ok. 330 gatunków ptaków.
Zróżnicowany jest świat bezkręgowców. W glebie występują larwy różnych grup owadów (zwłaszcza chrząszczy, muchówek i motyli), a także mrówkowate i skąposzczety. Na powierzchni i wśród roślin żyje wielu przedstawicieli żywiących się roślinami: szarańczowatych, chrząszczy, motyli, cykadowatych, pienikowatych, mszyc, wciornastków i pluskwiaków równoskrzydłych.

## Historia i przemiany formacji

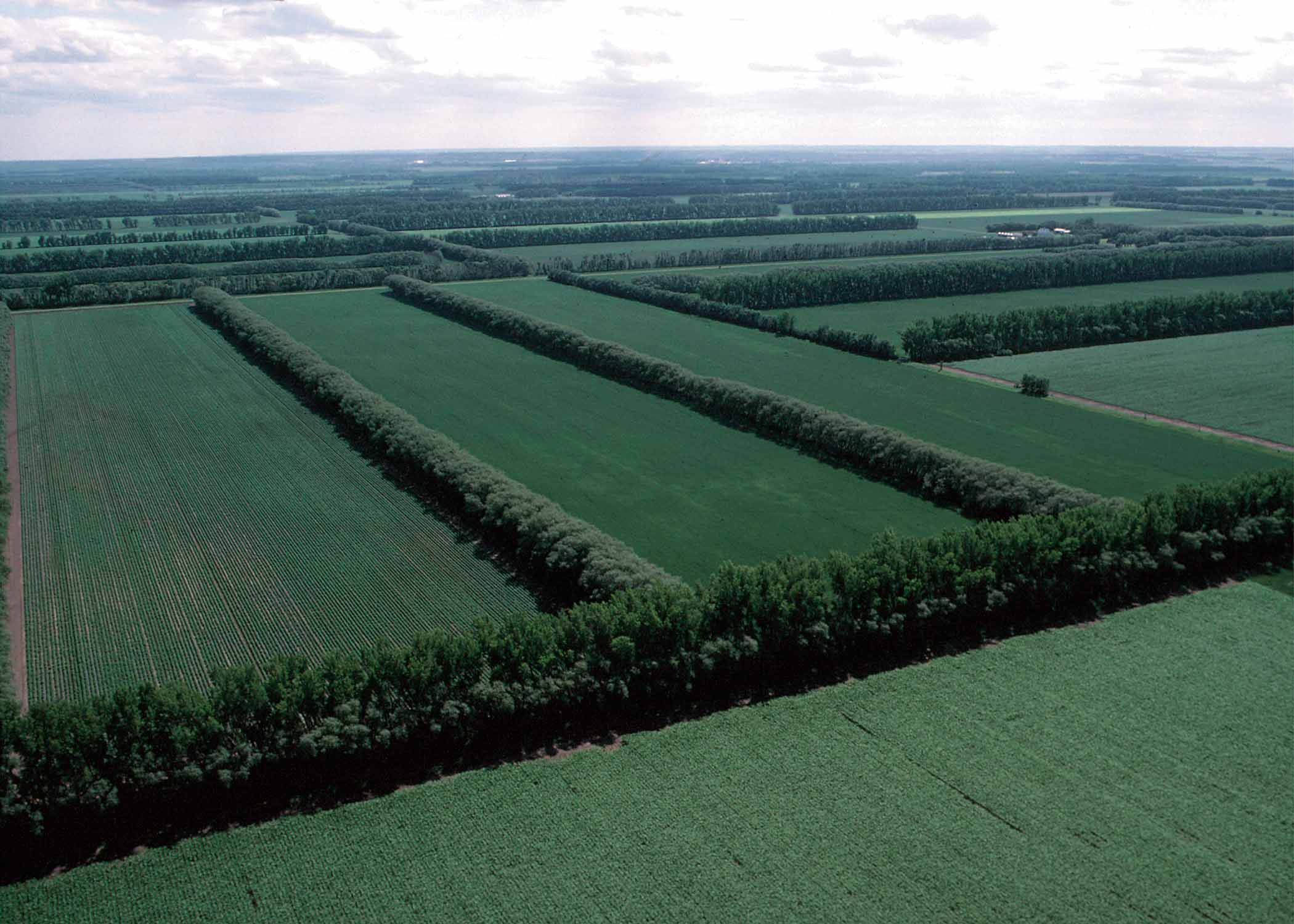
Pola uprawne ze szpalerami nasadzeń przeciwerozyjnych w miejscu prerii w Północnej Dakocie

Formacja zaczęła kształtować się w wyniku zmniejszania ilości opadów w centralnej części kontynentu północnoamerykańskiego przed 20 milionami lat. Rozległe tereny trawiaste stanowiły miejsce występowania wielu roślinożerców i żywiących się nimi drapieżników, w tym okazałych, określanych jako megafauna. Należały do niej m.in. mastodonty i lwy amerykańskie. W końcu plejstocenu (około 13 tysięcy lat temu) nastąpiło wymieranie megafauny, a następnie eksplozja demograficzna człowieka w późnym paleolicie. Do wymierania megafauny mogli przyczynić się ludzie, zmiany klimatu, ale być może także konkurencja między lokalnymi roślinożercami a bizonami przybyłymi z Eurazji.
W czasach przybycia Europejczyków, prerię przemierzały ogromne stada bizonów szacowane na 12–60 milionów sztuk. W XIX wieku niekontrolowane polowania spowodowały niemal wymarcie gatunku. W krytycznym momencie, gdy rozpoczęto działania dla uratowania gatunku, na przełomie XIX i XX wieku żyło ok. pół tysiąca zwierząt. Także populacja piesków preriowych zmniejszyła się o ok. 98% od czasu przybycia Europejczyków. Zagrożonych wymarciem jest wiele gatunków z różnych grup systematycznych, m.in. 55 gatunków roślin typowych dla prerii. Poza bezpośrednimi polowaniami (jak w przypadku bizona) podstawowymi problemami w ochronie prerii są przekształcenie jej pod uprawy i tereny zabudowane, jej fragmentacja oraz niewłaściwe użytkowanie (nadmierny wypas). Na „półwyspie preriowym” na skutek gaszenia pożarów część obszarów preriowych pokryła się lasami. Wraz z rosnącą wiedzą o tym siedlisku rośnie też świadomość potrzeby jego zachowania, stąd podejmowane są różne inicjatywy mające na celu zachowanie istniejącej oraz odtworzenie zniszczonej prerii.